# Agnes Baldwin
Agnes Louise Baldwin, coniugata Webb (Cross Plains, 24 marzo 1926 – 7 giugno 2001), è stata una cestista statunitense.

## Carriera
Attiva nella AAU, vinse la medaglia d'oro con gli Stati Uniti ai Campionati del mondo del 1953, segnando 28 punti in 6 partite.